# Karl Bickleder
Karl Bickleder (21 de outubro de 1888 - 4 de fevereiro de 1958) foi um político alemão, representante do Partido Popular da Baviera e da União Social-Cristã da Baviera. Ele passou pelo Landtag da Baviera.